# Ramila Yusubova
Ramila Yusubova, née le 28 juillet 1987, est une judokate azerbaïdjanaise en activité évoluant dans la catégorie des moins de 63 kg (poids mi-moyens). 

## Palmarès

### Palmarès international
| Année | Compétition           | Lieu  | Résultat | Catégorie      |
| ----- | --------------------- | ----- | -------- | -------------- |
| 2010  | Championnats du monde | Tokyo | 3e       | Moins de 63 kg |